# Кашперівська сільська рада (Козятинський район)
| Кашперівська сільська рада — колишній орган місцевого самоврядування у Козятинському районі Вінницької області з адміністративним центром у с. Кашперівка. Сільській раді були підпорядковані населені пункти: - с. Кашперівка |

## Склад ради
Рада складалася з 16 депутатів та голови.

## Керівний склад сільської ради
| ПІБ                       | Основні відомості                                                                      | Дата обрання | Дата звільнення |
| ------------------------- | -------------------------------------------------------------------------------------- | ------------ | --------------- |
| Ярмак Микола Анатолійович | Сільський голова, 1969 року народження, освіта, Всеукраїнське об'єднання «Батьківщина» | 26.03.2006   | 31.10.2010      |
| Ярмак Микола Анатолійович | Сільський голова, 1969 року народження, освіта середня спеціальна, безпартійний        | 31.10.2010   |                 |

Примітка: таблиця складена за даними джерела